# Galeria de Arte e Pesquisa na UFES
Galeria de Arte e Pesquisa na UFES é uma galeria de arte fundada em 25 de junho de 1976, vinculada à Universidade Federal do Espírito Santo (UFES), localizada na cidade de Vitória, capital do estado do Espírito Santo.

## História
A Galeria de Arte e Pesquisa na UFES foi fundada em 25 de junho de 1976, com sua primeira sede na Capela de Santa Luzia, na região central de Vitória, capital do estado do Espírito Santo.
Vinculada com a Universidade Federal do Espírito Santo (UFES), surgiu com a ideia e o objetivo de promover a produção contemporânea dos artistas, curadores, grupos de pesquisa e pesquisadores de arte a partir do espaço universitário.  A Capela de Santa Luzia funcionou até o ano de 1928 e com seu encerramento iniciou-se um processo de restauração gerenciado pelo Serviço do Patrimônio Histórico e Artístico Nacional (SPAHN) que pretendia instalar no local um Museu de Arte Religiosa.
Após alguns anos de operação do museu, foi fechado no ano de 1961. Com o fechamento do museu, o imóvel ficou desocupado até o ano de 1975, quando iniciaram-se a reformas que abrigariam a Galeria de Arte e Pesquisa na UFES. A decisão de ocupação do espaço e reformas e melhorias na área foi autorizada pelo Instituto do Patrimônio Histórico e Artístico Nacional (IPHAN) e teve como responsável a professora Jerusa Samú da UFES, na gestão dessa reforma.
Após o funcionamento na região central da cidade por quase duas décadas e a realização de diversas exposições de artistas como Alda Lofêgo, Nice Avanza, Delton Souza, Mauro Lúcio Starling, Isabel Helena de Souza, Dilma Goes, dentre inúmeros outros, no ano de 1994, a Galeria mudou-se para o campus universitário de Goiabeiras, principal campus da UFES em Vitória.

### Exposições
A organização das exposições ocorre de duas maneiras. A nível nacional, as escolhas acontecem através de um edital lançado pela galeria. Há também um espaço para exposição que para os alunos dos cursos de Artes Plásticas e Artes Visuais da universidade poderem exibir seus trabalhos chamado GRADUARTES.
Também há uma chamada para exposição de trabalhos chamado DAVISUAIS para alunos dos outros cursos do CAR-UFES, instituto da Universidade com os cursos de Arquitetura e Urbanismo, Design, Jornalismo, Música e Publicidade e Propaganda.